# 魔女的花園
《魔女的花園》是Windmill Oasis於2012年11月30日發售的戀愛冒險類型成人遊戲，2023年4月7日由HIKARI FIELD發售中文FHD版。2022年12月22日由ARES於任天堂Switch平台發售FHD版，同年8月10日發售中文FHD版。

## 故事
描述在每天都有遊客前來的主題公園式都市「風城」學校「風城學園」就學主角有馬洋輔遇到三位「魔女」和一位「騎士」後的戀愛故事。

## 角色
有馬洋輔
本作的男主角，在轉學到風城學園1年級A班後便住在叔母鑑悠子經營的雑貨店「Oasis」。
緋宮綾梨（聲優：日山紅莉栖）
風城學園1年級A班的魔女。
雪村涼乃（聲優：遙空）
風城學園1年級A班的魔女，風城市的名門千金。
羽多野莉莉子（聲優：樱叶月）
風城學園3年級A班的騎士，隸屬風城騎士團。
柴門水澄（聲優：夏野冰）
風城學園2年級B班的魔女。
柴門艾克蕾爾（聲優：藤咲兔）
總是與水澄一起行動的少女。

## 漫畫
漫畫版由こもだ作畫，在《DENGEKI HIME》2012年11月號開始連載，單行本由ASCII Media Works於2013年5月15日發售共一冊。

## 評價
《魔女的花園》獲得由Getchu.com舉辦的美少女遊戲大賞2012綜合部門第9名、劇本部門第8名、系統部門第1名、繪圖部門第10名、音樂部門第14名、影片部門第19名，雪村涼乃獲角色部門第11名。

## 外部連結
- 官方網站 （页面存档备份，存于）（日語）
- 任天堂Switch版官方網站 （页面存档备份，存于）（日語）
- 《魔女的花園》在視覺小說數據庫的頁面 （英文）